# Péréiopode
Les péréiopodes sont les appendices portés par le péréion (thorax) des crustacés. 

## Description

### Morphologie
Ces appendices peuvent avoir diverses formes et rôles.
Certains ont un rôle masticateur et entourent la bouche, ils ont fusionné avec le céphalon pour donner des maxillipèdes, ou pattes-mâchoires ; d'autres ont un rôle dans la nutrition et peuvent donc avoir la forme de pinces ou la forme de filtres ; enfin, certains permettent la locomotion et ont la forme de pattes. On réserve souvent le terme de péréiopodes à ces dernières pattes locomotrices, c'est leur nombre qui définit, notamment, le terme de décapode.
Les deux premières paires, souvent transformées en pinces, sont appelées « chélipèdes ». Les premiers segments du péréion s'ajoutent fréquemment à la tête (céphalon) et les péréiopodes qu'il portent permettent alors à l'organisme de se nourrir.